# لور هوت
لور هوت  (بالإنجليزية: Lower Hutt)‏ ((بالماورية: أواكيرانجي‏)) هي مدينة في منطقة ويلينغتون في الجزيرة الشمالية من نيوزيلندا. تدار من قبل مجلس مدينة هوت، وهي واحدة من المدن الأربع التي تشكل منطقة ويلينغتون الحضرية.
وهي مدينة نيوزيلندا السابعة الأكثر اكتظاظا بالسكان، ويبلغ عدد سكانها 103,400 نسمة. تغطي المدينة مساحة 377 كم 2 (146 ميل مربع) حول النصف السفلي من وادي هوت والشواطئ الشرقية لميناء ولينغتون. يتم فصلها عن ويلينغتون السليم من الميناء، ومن أعلى هوت من قبل جورج تايتا.
وعلى الرغم من أن مجلس مدينة هوت يديره مجلس المدينة، إلا أن المجلس الجغرافي النيوزيلندي ولا قانون الحكم المحلي يعترفان باسم مدينة هوت. وقد أدى هذا الاسم إلى الارتباك، حيث يدير هويت العليا مجلس مدينة منفصل، مجلس مدينة هوت العليا، الذي يعترض على اسم «مدينة هوت».

## التاريخ
قبل الاستيطان الأوروبي، غطت الغابات السميكة معظم وادي هوت، مع مناطق الأهوار بالقرب من فم النهر،ماوري يسكن الشاطئ، مع سنويا في كل نهاية شاطئ بيتون.
ورحب الماوري المحلي بوصول شركة «توري» في نيوزيلندا في عام 1839، وتفاوض ويليام ويكفيلد (وكيل الشركة) مع الزعماء المحليين للسماح بالتسوية. وصلت أول سفينة مهاجرة (أورورا)، في 22 يناير 1840، لا يزال يحتفل به كل عام يوم الاثنين أقرب يوم ذكرى ويلينغتون. نشأت مستوطنة بريطانيا بالقرب من مصب نهر هوت، وأنشأ المستوطنون أول صحيفة ورقية وبنك في البلد.

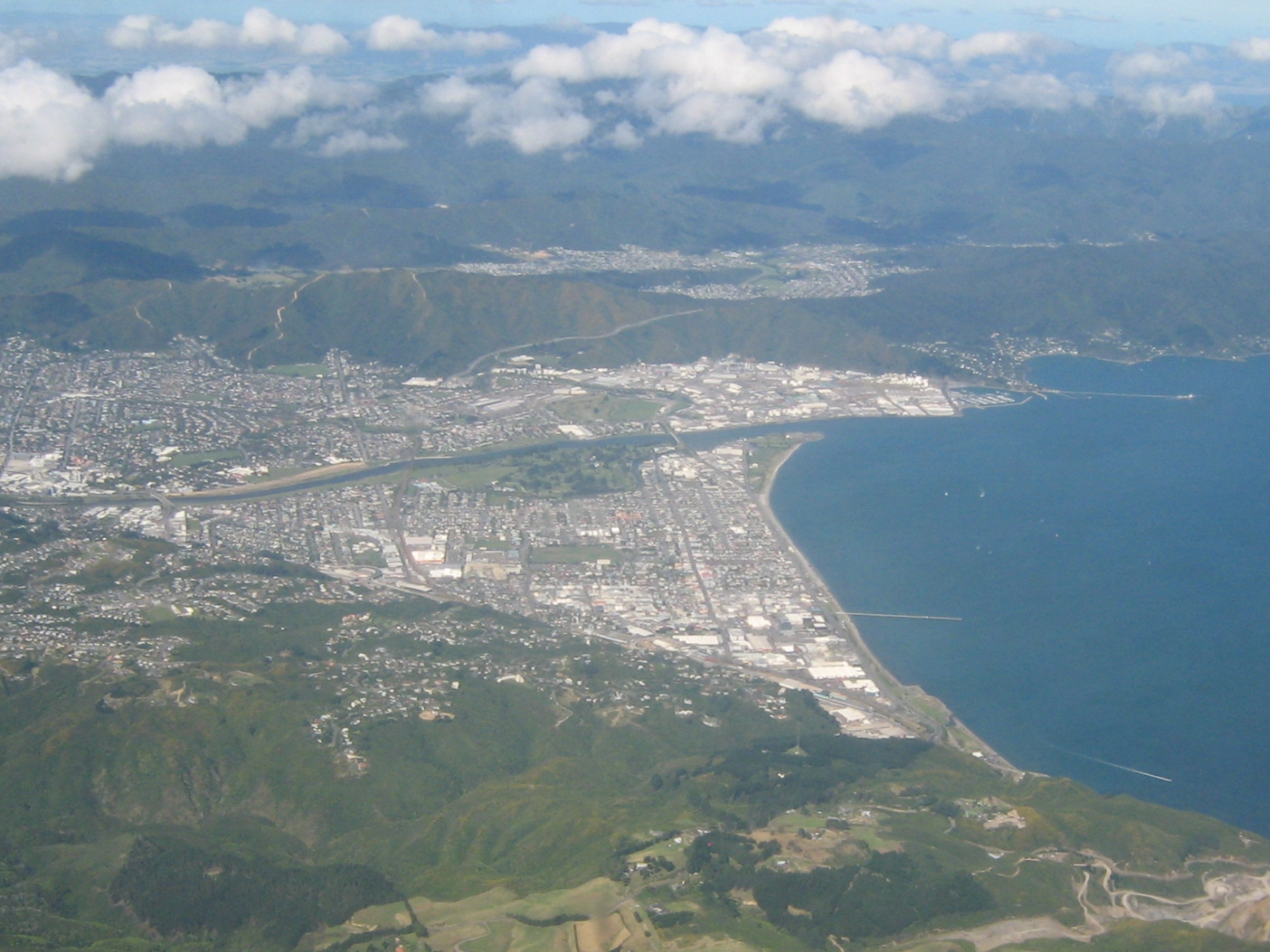
لوت هوت من الطائرة، مارس (2009).

المدينة تأخذ اسمها من النهر، كما سميت تيمناً باسم عضو مؤسس، مدير ورئيس شركة نيوزيلندا، السير وليام هوت.
في غضون أشهر من الاستيطان غمرها النهر، وفي مارس 1840 قررت غالبية المستوطنين البريطانيين الانتقال إلى ثورندون، (اعتبارا من عام 2013 في قلب مدينة ولينغتون)، على الرغم من أن بعض المستوطنين بقوا في الطرف الشمالي من الميناء. في 1840 شكلت منطقة على الضفة الغربية لنهر هوت القرية ثم تعرف باسم أغليونبي.
في عام 1846م نشأ الصراع بين المستوطنين والماوريين، مما أدى إلى مناوشات في حملة وادي هوت.

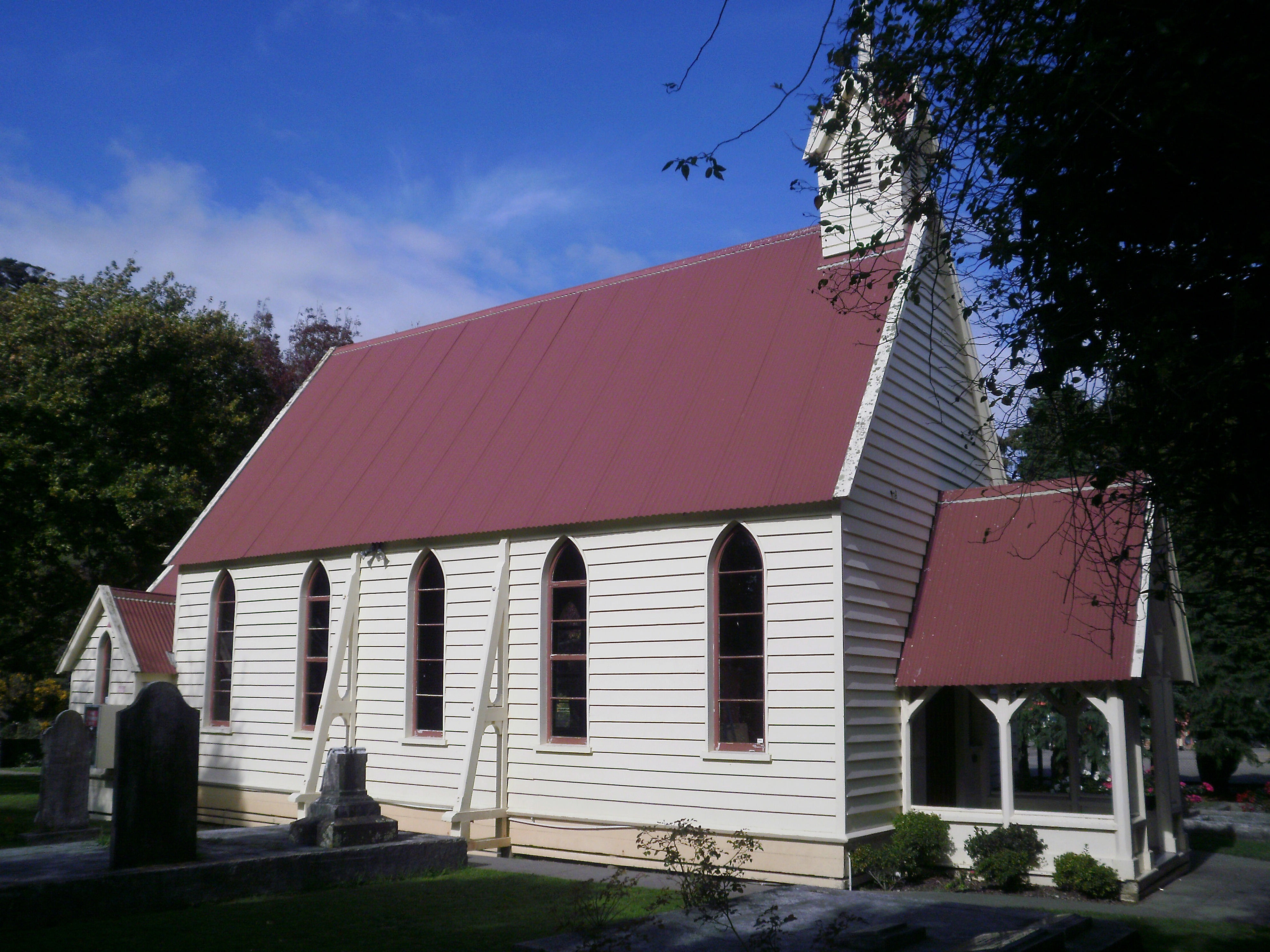
كنيسة للديانة الطائفة المسيحية تم بنائها في سنة 1853 في ويلينغتون

ضرب زلزال وايرارابا في 1855 أثار جزءا من الوادي السفلي، مما يسمح باستصلاح الأراضي من المستنقع. ولا يزال مرصد الصدع الناجم عن الزلزال مرئيا، ولا سيما في مدرسة هوت المركزية.
في يوم رأس السنة الميلادية 1859 تم إضاءت المنارة الدائمة الأولى التي سيتم بناؤها في نيوزيلندا في بينكارو رئيس، وكانت أول حارسة للمنارة في نيوزيلندا هي ماري جين بينيت، وكان المشغل الافتتاحي للمنارة.
وصل خط السكة الحديد من وسط ويلينغتون إلى محطة هوت السفلى (الآن هوت) في أبريل 1874، مع خط يسافر شمالا إلى الجانب الغربي من النهر إلى سيلفرستريم هي ضاحية في منطقة هوت العليا افتتاح بعد عامين.
قبل الحرب العالمية الثانية، تركزت المستوطنات الحضرية في وادي هوت السفلى بشكل رئيسي على سواحل بيتون ووسط لوت هت و (إيستبورن، ويلينغتون)، ويبلغ مجموع سكانها 30,000 نسمة. في عام 1927 أنجزت إدارة الأشغال العامة بناء خط سكة حديد فرع إلى واترلو على الجانب الشرقي من النهر؛ الطريق المتباعدة عن الخط 
وفي أواخر الأربعينيات، تم تطوير ضواحي جديدة من مساكن الدولة على الجانب الشرقي من وادي هوت، من وايوتو إلى تايتا، لتخفيف النقص في المساكن في جميع أنحاء البلاد ولتلبية احتياجات السكان المزدهرين. بين عامي 1946 و 1954، تم تمديد خط السكة الحديد من واترلو عبر هذه الضواحي الجديدة إلى هايواردز، وأصبح الخط الرئيسي في عام 1954 عندما تم إغلاق الخط الرئيسي الحالي بين هايواردز وملينغ. وبحلول نهاية الخمسينيات، كان عدد سكان لور هوت 80,000 نسمة.

## الحكومة

### محليا
ويتألف مجلس مدينة هوت من رئيس بلدية و 12 مستشارا. انتخب راي والاس عمدة هوت  في عام 2010، خلفا ديفيد أوغدن. تنتخب الدوائر الانتخابية الست في المدينة (الشمالية والغربية والوسطى والشرقية والميناء ووينويوماتا) عضوين في المجلس.
والمجالس المجاورة هي مجلس مدينة ولينغتون (المتاخمة للشمال الغربي) ومجلس مدينة بوريروا في الشمال ومجلس مدينة هوت العليا في الشمال الشرقي ومجلس مقاطعة وايرارابا الجنوبية من الشرق. وقد تطورت حدود الهيئة المحلية لمدينة هوت السفلى من سلسلة من الاندماجات والتغيرات الحدودية على مر السنين.
أنشئ مجلس مقاطعة هوت في عام 1877 وغطى المنطقة من الساحل الجنوبي لولينغتون حتى وايكاناي، باستثناء منطقة مجلس مدينة ويلينغتون. ومع ازدياد المنطقة، أصبحت المناطق الحضرية من مقاطعة هوت هي الأحياء المستقلة: بيتون في عام 1888، وهور السفلى في عام 1891، إيستبورن في عام 1906، وجونسونفيل في عام 1908، وبر هوت في عام 1908، بوريروا في عام 1962 وكابيتي في عام 1974.
في عام 1941 أصبحت هوت مدينة. وقد أدرجت نورمانديل في عام 1957.
وفي 1987/1989، أجبرت حكومة نيوزيلندا السلطات المحلية على الترسيخ، مما أدى إلى اندماج هوت السفلى مع منطقتي بيتون وإيستبورن المتاخمتين ومقاطعة وينويوماتا (التي كانت تتمتع باستقلالها لمدة سنة بالكاد)، وإلى إلغاء مجلس مقاطعة هوت.

### وطنيا
يمثل هور  اثنين من الناخبين العامين، هوت سوث وريموتاكا واثنين من الناخبين الماوريين، إكاروا-راوهيتي وتي تاي تونغا.

## جغرافيا
تقع المدينة على الوادي السفلي (الجنوبي) لنهر هوت، إلى الشمال الشرقي من ولينغتون. ويتوسع الوادي عندما يقترب النهر من فمه، لذلك تشكل المنطقة الحضرية المركزية للمثلث مثلثا مع أطول جانب له على طول الخط الساحلي. في الروافد العليا من المدينة تلال هوت الغربية والغربية تصبح أقرب، وبلغت ذروتها في جورج تيتا في الطرف الشمالي من هور السفلى، وفصل المدينة من المجاورة العليا هوت.
ويشمل هور السفلى مجموعة من المستوطنات الصغيرة التي تمتد على الساحل الشرقي لميناء ولينغتون. وتشمل هذه البلدتين الكبيرتين من وينويوماتا (الداخلية) و إيستبورن (على الساحل). وتشمل المدينة أيضا مساحة كبيرة من الأراضي ذات الكثافة السكانية المنخفضة إلى الشرق من الميناء، وتمتد إلى بينكارو رئيس وإلى ريموتاكا النطاقات.
وتشمل حدود هور السفلى الجزر في ميناء ولينغتون، وأكبرها، جزيرة ماتيو / سوميس، يشار إليها عادة باسمها السابق لجزيرة سوميس.

### المناخ
لوت هوت لديها مناخ رطب مع الصيف الحار نسبيا وشتاء معتدل مع العاصفة في بعض الأحيان.

### نهر هوت
ويتحكم أحد طبقات المياه الجوفية الرئيسية في وادي هوت السفلى: نهر هوت، الذي سمي في الأصل باسم هيريتونغا واعتبارا من عام 2016 المعروف باسم نهر أواكايرانجي / هوت. أواكيرانجي في لغة الماوري يعني «نهر الغذاء من السماء».
لوت هوت تحتل المناطق السفلى من السهل الفيضانات من النهر، واحدة من أهم السمات هذه المدينة. في القرن العشرين بنيت البنوك المتوقفة من قبل لاحتواء النهر، ولكن خطر الفيضانات من هطول الأمطار الغزيرة لا يزال قائما. في عام 1985 انفجر النهر مصارفه، ومنذ ذلك الحين كانت الفيضانات على نطاق أصغر. وتسببت تدفقات المياه الصغيرة ومصارف مياه العواصف أيضا في مشاكل عرضية عندما يتجاوز هطول الأمطار المستويات المتوسطة.
يتم حماية الكثير من الأراضي المتاخمة للنهر كاحتياطي ويوفر مناطق ترفيهية شعبية، مع مسارات المشي وركوب الدراجات والمناطق العشبية في نقاط مختلفة على طول جانبي النهر حتى وادي هت.
مع انخفاض مستويات النهر في منتصف الصيف، ساهمت ازهار الطحالب في جعل المناطق البطيئة المتدفقة أنوكسيك. وقد نسبت ازدهار الطحالب إلى سبب وفاة عدد قليل من الكلاب التي تسبح في النهر، فضلا عن ردود فعل الجلد في حالة السباحين.
ويمر النهر بسبعة جسور داخل المدينة، وقد شهد عدة مرات هذا العدد الذي بني واستبدل منذ خمسينيات القرن التاسع عشر.
روافد نهر هوت ضمن هت السفلى تشمل:
ويهيتو تيار
أوباهو ستريم (بلاك كريك)

## الضواحي

### شمال وارد
بوماري، ستوكس، الوادي، تايتا.

### غرب وارد
هايواردز، مانور بارك، كيلسون، بلمونت، تيروهانغا، عرض الميناء، ملينغ، نورمانديل، مونغاراكي، أليستون.

### وسط وارد
أفالون، بولكوت، إبوني، السفلى هوت الوسطى، وبورن.

### الشرق وارد
وينغات، نيناي، فيرفيلد، واترلو.

### هاربور وارد - مجلس بيتون المجتمع
أفا، كوروكورو، بيتون، وايوهيتو، مويرا، غراسفيلد، سيفيو.

### هاربور وارد - إيستبورن كوميونيتي بوارد
بوينت هوارد، خليج سورينتو، خليج لوري، خليج يورك، خليج ماهينا، خليج صن شاين، دايز باي، إيستبورن.

### وينويوماتا وارد
وينويوماتا، وينويوماتا تلة، بينكارو رأس.

## النمو السكاني
تعد هور موطنا ل 103.400 شخص، منهم 102.700 يعيشون في المنطقة الحضرية. وظل سكان المدينة مستقرا منذ التسعينيات.

## الاقتصاد
تاريخيا، كانت بيتون، سيفيو وغراسفيلد المجال الرئيسي للصناعة في منطقة ولينغتون، مع الصناعات بما في ذلك تجهيز اللحوم والتجميد، وتجميع السيارات، وتجهيز الأخشاب. وبما أن الأعمال التجارية قد استفادت من كفاءات التصنيع العالمية، فقد تغير جزء كبير من هذه الصناعة الكبيرة إلى صناعات أصغر حجما يقودها التصميم ومتوسطة الحجم تصدر إلى العالم. وعلى مدى السنوات ال 25 الماضية، ازدادت قطاعات الخدمات والتوزيع والصناعات الاستهلاكية. ولا يزال لور هوت الموقع الرئيسي للنشاط الصناعي الخفيف في منطقة ويلينغتون.
في عام 2010 تم تنظيف الروافد الدنيا من تيار وايهيتو لإزالة السموم من عقود من استخدام الصناعة. كما اتسعت القناة لتوفير حماية أفضل من الفيضانات والزراعات المحلية، كما شهدت الإدارة عودة الحياة المائية والطيور إلى موطنها
.
شهد شارع جاكسون في بيتون والمناطق المجاورة عودة إلى واحدة من منطقة التجزئة والضيافة الأكثر شعبية في ولينغتون.
أقل هت لديها واحدة من أكبر نسبة من العلوم والتكنولوجيا والأعمال التجارية ذات القيمة العالية في نيوزيلندا. تقع أحدث معاهد بحوث التاج مثل غنز للعلوم ومسرع الأعمال كالاغاهان انوفاتيون لت في هت السفلى جنبا إلى جنب مع أكثر من 800 منظمة بحثية في التصنيع الراقية والبحث والتكنولوجيا.
كانت ضاحية أفالون موطنا لصناعة التلفزيون النيوزيلندية منذ عام 1975 حتى أواخر الثمانينيات. وكانت استوديوهات التلفزيون أفالون أول استوديوهات التلفزيون بنيت خصيصا نيوزيلندا، وهو أكبر مجمع استوديو التلفزيون في نيوزيلندا وأستراليا. كانت الاستوديوهات موطنا للتليفزيون الوطني من 1975 إلى 1980، عندما اندمجت مع تلفزيون جنوب المحيط الهادئ لتشكيل تلفزيون نيوزيلندا (تفنز). بعد عام 1989 انتقلت معظم عمليات تفنز إلى أوكلاند، وبيعت الاستوديوهات في نهاية المطاف في عام 2012 إلى اتحاد من المستثمرين ويلينغتون
.
لا تزال أفالون تعمل بشكل مستقل مع سبعة استوديوهات السينما والتلفزيون المستخدمة أساسا كقاعدة إنتاج الأفلام الروائية.
وتنتقل نسبة كبيرة من سكان هور السفلى إلى المكاتب التجارية والحكومية أساسا في مدينة ولينغتون الواقعة على بعد 12 كم إلى الجنوب الغربي.
هيئة الطيران المدني في نيوزيلندا التي مقرها في بيتون، السفلى هوت
.

## الثقافة والترفيه
العديد من المرافق التعليمية والبحثية ذات الأهمية الوطنية في النصف الجنوبي من المدينة. وتشمل المرافق الثقافية متحف دوز آرت مسيوم واستوديوهات أفالون للفيلم والتلفزيون.
تمتلك المدينة مباني الإدارة المدنية التي شيدت في 1950 والتي تعتبر العمارة التمثيلية للعصر. هناك مبنى ذو أهمية وطنية هو فوجيل هاوس

، وهو سكن خشبي من طابقين كان المقر الرسمي لـرئيس وزراء نيوزيلندا لجزء كبير من القرن العشرين. إنه مثال رئيسي على العمارة الاستعمارية المبكرة في نيوزيلندا ويعمل اليوم كمنطقة جذب سياحي.
وتشتهر المدينة بالرياضات الخارجية، وخاصة ركوب الدراجات الجبلية، والمشي، والمشي الترفيهي وصيد الأسماك. المدينة المركزية هي موطن ل ويستفيلد كوينزغات

، وهو مركز تجاري كبير. يقع موقف سيارات ضفة النهر المجاور للمدينة المركزية موطنا لـسوق السبت
.
من بين مواقع تصوير لورد أوف ذي رينغس (سلسلة أفلام) إخراج بيتر جاكسون، محجر جاف كريك، الذي يسيطر على التلال فوق ضاحية تايتا، أصبح موقع قلعة ضخمة من القرون الوسطى بنيت لمشاهد هيلم ديب وميناس تيريث .

## التعليم
يوجد في هور السفلى أربع مدارس ثانوية حكومية:
كلية تايتا
،
وكلية نيناي
،
وهايتي فالي هاي ششول (الأكبر)
، و
وينويوماتا هاي ششول. وتشمل المدارس الثانوية الأخرى مدرسة
شيلتون سانت جيمس
، وهي مدرسة خاصة للبنات؛
رفائيل البيت مدرسة رودولف شتاينر
، مدرسة تعليم والدورف متكاملة الدولة.
كلية القلب المقدس
، وهي مدرسة متكاملة للبنات الكاثوليكيات؛
كلية سانت بيرنارد
، وهي مدرسة كاثوليكية للبنين، و
كلية سانت وهران
، وهي مدرسة للبنات المشيخية.
المدينة هي موطن لمعاهد التعليم العالي:
معهد ويلينغتون للتكنولوجيا في بيتون
، و
فتح البوليتكنيك في نيوزيلندا في واترلو.
انظر أيضا: قائمة المدارس في منطقة ويلينغتون ومدينة هارت السفلى

## الإعلام
يتم خدمة المدينة من قبل صحيفة دومينيون بوست والصحف الورقية.
محطة الإذاعة المحلية
لاب أف أم
تبث الأخبار في المدينة، ومرخصة مع
أبرا
و
بنز
في نيوزيلندا لحقوق البث الموسيقى. بدأ يوم السبت 1 يوليو 2006 وكان تردده الأصلي في 88.4 أف أم من وينويوماتا. يمكن سماع المحطة في هوت السفلى على 87.9 ميغاهيرتز أف أم مع البث المتزامن عبر موقعهم الرسمي. يمكن للمشتركين في تلفزيون فودافون سماع الأخبار على قناة 417. محطة تبث مزيج من الموسيقى من 80s، 90s، الأخيرة والحالية.

## النباتات والحيونات
تلال إلى حوالي 350 متر (1000 قدم) خط جانبي الوادي داخل حدود المدينة. وقد تم ملء التلال الغربية كمناطق سكنية، ولكن الجانب الشرقي محمى ومغطى بالأشجار والأدغال الأصلية، والكورس الموجود في كل مكان في المناطق التي تم تطهيرها نتيجة لحرائق الفرك أو النشاط البشري في وقت سابق.
الطيور الأصلية هي الشائعة، بما في ذلك حمامة نيوزيلندا، تيوي، فانتيل الرمادية، سيلفيري، الوقواق الساطع (في الموسم)، الشادي الرمادي و موريبورك. وتشمل الأنواع المقدمة الشحرور المشترك، أغنية القلاع، عصفور المنزل، غولدفينتش الأوروبي، العصفور المشترك، زرزور المشتركة، العقعق الاسترالي.

## شخصيات
- تيرينس بيرنز (مواليد 1938)، كريكتير.[25]

- براد ماكاي (طبيب) (مواليد 1979)، طبيب أسترالي، متشكك، شخصية تلفزيونية ومؤلف.[26]

- لويد جونز (مواليد 1955)، مؤلف.[27]

- آلن ماكديارميد (1927-2007)، الحائز على جائزة نوبل.
- آنا باكين (من مواليد 1982)، ممثلة الفائزة بـأوسكار.
- بيتر هوج (من مواليد 1939)، محامي وكندي وعلم قانوني كندي معروف باسم السلطة الرائدة في القانون الدستوري الكندي.
- نيك ويليس (من مواليد 1983)، وميدالية أولمبية لمرة واحدة (بكين وريو).